# Creuse (reka)
Creuse je 255 km dolga reka v osrednji Franciji, desni pritok reke Vienne. Izvira na planoti Millevaches, od koder teče proti severozahodu, dokler se severno od Châtelleraulta ne izlije v Vienne.

## Geografija

### Porečje
Njen glavni pritok je Gartempe.

### Departmaji in kraji
Reka Creuse teče skozi naslednje departmaje in kraje:
- Creuse: Felletin, Aubusson,
- Indre: Argenton-sur-Creuse, Saint-Gaultier, Le Blanc, Tournon-Saint-Martin,
- Indre-et-Loire: Descartes, Yzeures-sur-Creuse
- Vienne: La Roche-Posay.